# 1957-es közép-európai kupa
Az 1957-es közép-európai kupa a Közép-európai kupa történetének tizennyolcadik kiírása volt. A sorozatban Ausztria, Csehszlovákia, Jugoszlávia és Magyarország képviseltette magát 2-2 csapattal.A csapatok kupa rendszerben 2 mérkőzésen döntötték el a továbbjutást. Ha az összesítésben ugyanannyi gólt szereztek a csapatok a párharcokban, akkor egy újabb összecsapáson dőlt el a továbbjutó kiléte.
A kupát a Vasas SC nyerte el, története során második alkalommal.

## Negyeddöntő
| 1. csapat         | Össz. | 2. csapat    | 1. mérk. | 2. mérk. |
| ----------------- | ----- | ------------ | -------- | -------- |
| Vasas SC          | 4–2   | First Vienna | 3-0      | 1–2      |
| Rapid Wien        | 4–41  | MTK          | 1–1      | 3–3      |
| Slovan Bratislava | 1-6   | Vojvodina    | 1–0      | 0–6      |
| Crvena zvezda     | 2-22  | Dukla Praha  | 1–1      | 1–1      |

- 1 Mivel az összesített eredmény 4–4 lett, a szabályok értelmében újrajátszást (3. mérkőzést) rendeltek el, melyet 4-1-re a Rapid Wien nyert meg.
- 2 Mivel az összesített eredmény 2–2 lett, a szabályok értelmében újrajátszást (3. mérkőzést) rendeltek el, melyet 1-0-ra a Crvena zvezda nyert meg.

## Elődöntő
| 1. csapat  | Össz. | 2. csapat     | 1. mérk. | 2. mérk. |
| ---------- | ----- | ------------- | -------- | -------- |
| Vasas SC   | 6–3   | Crvena zvezda | 3–1      | 3–2      |
| Rapid Wien | 4–43  | Vojvodina     | 3–0      | 1-4      |

- 2 Mivel az összesített eredmény 4–4 lett, a szabályok értelmében újrajátszást (3. mérkőzést) rendeltek el, azonban a Rapid Wien visszalépett a lehetőségtől, így a Vojvodina jutott a döntőbe.

## Döntő
| 1. csapat | Össz. | 2. csapat | 1. mérk. | 2. mérk. |
| --------- | ----- | --------- | -------- | -------- |
| Vasas SC  | 5–2   | Vojvodina | 4–0      | 1–2      |

### 1. mérkőzés
| 1957. július 28. |

| Vasas                                     | 4–0   | Vojvodina |
| ----------------------------------------- | ----- | --------- |
| Bundzsák 42' 70' Szilágyi 48' Csordás 55' | (1–0) |           |

| Népstadion, Budapest Nézőszám: 92 000 Játékvezető: Jaroslav Vlček (csehszlovák) |

| VASAS:       |  |                |
|              |  |                |
| GK           |  | Kovalik Ferenc |
| DF           |  | Kárpáti Béla   |
| DF           |  | Szilágyi János |
| DF           |  | Teleki Gyula   |
| MF           |  | Bundzsák Dezső |
| MF           |  | Berendy Pál    |
| FW           |  | Raduly József  |
| FW           |  | Csordás Lajos  |
| FW           |  | Szilágyi Gyula |
| FW           |  | Lelenka Sándor |
| FW           |  | Sárosi László  |
| Vezetőedző:  |  |                |
| Baróti Lajos |  |                |

| VOJVODINA:  |  |                   |
|             |  |                   |
| GK          |  | Andrija Vereš     |
| DF          |  | Novak Roganović   |
| DF          |  | Dobrosav Krstić   |
| DF          |  | Žarko Nikolić     |
| DF          |  | Luka Malešev      |
| MF          |  | Stevan Bena       |
| MF          |  | Radomir Krstić    |
| FW          |  | Aleksandar Ivoš   |
| FW          |  | Todor Veselinović |
| FW          |  | Zdravko Rajkov    |
| FW          |  | Vujadin Boškov    |
| Vezetőedző: |  |                   |
| Lyka Antal  |  |                   |

### 2. mérkőzés
| 1957. augusztus 4. |

| Vojvodina       | 2–1   | Vasas        |
| --------------- | ----- | ------------ |
| Vukelić 46' 69' | (0–1) | Bundzsák 44' |

| Gradski stadion, Újvidék Nézőszám: 25 000 Játékvezető: Martin Macko (csehszlovák) |

| VOJVODINA:  |  |                   |
|             |  |                   |
| GK          |  | Andrija Vereš     |
| DF          |  | Novak Roganović   |
| DF          |  | Dobrosav Krstić   |
| DF          |  | Žarko Nikolić     |
| DF          |  | Luka Malešev      |
| MF          |  | Milan Vukelić     |
| MF          |  | Radomir Krstić    |
| FW          |  | Aleksandar Ivoš   |
| FW          |  | Todor Veselinović |
| FW          |  | Zdravko Rajkov    |
| FW          |  | Vujadin Boškov    |
| Vezetőedző: |  |                   |
| Lyka Antal  |  |                   |

| VASAS:       |  |                |
|              |  |                |
| GK           |  | Kovalik Ferenc |
| DF           |  | Kárpáti Béla   |
| DF           |  | Kontha Károly  |
| DF           |  | Szilágyi János |
| DF           |  | Teleki Gyula   |
| MF           |  | Bundzsák Dezső |
| MF           |  | Berendy Pál    |
| FW           |  | Raduly József  |
| FW           |  | Szilágyi Gyula |
| FW           |  | Lelenka Sándor |
| FW           |  | Sárosi László  |
| Vezetőedző:  |  |                |
| Baróti Lajos |  |                |